# غراب (محافظة الحناكية)
 مركز غراب جنوب شرق منطقة المدينة المنورة وجنوب محافظة الحناكية ويبعد عن مدينة الضميرية 26 كم